# هائو لی
هائو لی (متولد ۱۷ ژانویه ۱۹۸۱، در زاربروکن آلمان غربی) دانشمند کامپیوتر، مبتکر و کارآفرین اهل آلمان است که در زمینه گرافیک کامپیوتری و بینایی کامپیوتر فعالیت می‌کند. او عضو برجسته در دانشگاه کالیفرنیا، برکلی است. هائو لی قبلاً دانشیار علوم کامپیوتر در دانشگاه کالیفرنیای جنوبی و مدیر سابق آزمایشگاه بینایی و گرافیک در مؤسسه فناوری‌های خلاق USC بود.